# Nga-pu-Toru

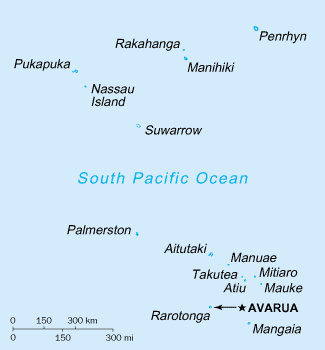
Overzichtskaart van de Cookeilanden

Nga-pu-Toru is de gezamenlijke naam gegeven aan de eilanden Atiu, Mauke, Mitiaro en Takutea in de Cookeilanden. De naam betekent in het Rarotongaans, de (nga) wortels (pu) drie (Toru), of in het Nederlands de drie wortels. De naam verwijst naar de families van de Ariki van Atiu, Mauke en Mitiaro. Het eiland Takutea is onbewoond. De Nga-pu-Toru eilanden zijn de meest oostelijke eilanden van de Zuidelijke Cookeilanden.